# Dysschema melini
Dysschema melini är en fjärilsart som beskrevs av Felix Bryk 1953. Dysschema melini ingår i släktet Dysschema och familjen björnspinnare. Inga underarter finns listade i Catalogue of Life.